# ويليام آرثر وارد
ويليام آرثر وارد (بالإنجليزية: William Arthur Ward)‏ هو كاتب أمريكي، ولد في 17 ديسمبر 1921 في لويزيانا في الولايات المتحدة، وتوفي في 30 مارس 1994.